# ウクルインフォルム
ウクルインフォルム（ウクライナ語: Укрінформ, 英語: Ukrinform）は、ウクライナの国営通信社である（ただし、2023年のメディア法採択を受け、ウクライナでは「通信社」という報道機関カテゴリーがなくなり、ウクルインフォルムは同法の定義上「オンラインメディア」に分類されている）。1918年に設立され、ウクライナで最も古く最大の通信社として、国内外のニュースを多言語で配信する。

## 概要
ウクルインフォルムは、1918年3月16日にウクライナ報道局（BUP）として設立された。本社はキーウのボフダン・フメリニツキー通り8/16に所在し、ウクライナ全土および海外11か国（ベルギー、カナダ、ドイツ、フランス、ポーランド、米国など）に特派員網を有する。ウクライナ最大の写真アーカイブを保有し、約50万点の写真を管理する。
毎日約500件のニュース、レビュー、インタビュー、写真、グラフィックを制作し、ウクライナ語、英語、ドイツ語、スペイン語、フランス語、ポーランド語、日本語で配信する。Twitter、Instagram、Facebookなどのソーシャルメディアでも情報を発信し、国内外のメディアや政府機関にニュースを提供する。
ウクルインフォルムは、欧州通信社連盟（European Alliance of News Agencies）のメンバーであり、黒海沿岸諸国の情報機関連合（PANIA）のメンバーでもある。キーウの本社ビルは、かつてのホテル・グラディニュークである。

## 歴史
ウクルインフォルムの歴史は、以下の主要な時期に分けられる：
- 1918年: ウクライナ人民共和国の命令により、キーウでウクライナ報道局（BUP）が設立。6月から11月までドミトロ・ドンツォウが局長を務め、併せてウクライナ報道局（UTA）を運営。
- 1920年: ボリシェヴィキ政権下でロシア通信局ウクライナ支局（ウクROSTA）に改組。
- 1921年: ウクライナ通信社（RATAU）に改組。
- 1990年: ウクライナ国家情報局（ウクルインフォルム）に改称。
- 1996年: ウクライナ国家情報局（DINAU）が設立される。
- 2000年: 大統領令により、国家情報局に国家通信社の地位が付与され、ウクルインフォルムに改称[6]。

## プレスセンター
ウクルインフォルムは、キーウの本社にプレスセンターを運営する。最大100人収容の会場で、プレスカンファレンス、ブリーフィング、円卓会議、オンライン会議、セミナー、展示会などを開催する。最新の設備を備え、政府高官、外交官、著名な政治家、スポーツ選手、芸術家、科学者らが参加する。

## 評価
ウクルインフォルムは、ウクライナのマスメディア研究所により、2020年に「ホワイトリスト」（信頼性95%以上のメディア）に選出された。2022年3月には、信頼できる情報源として推奨された。

## スキャンダル
2023年11月から12月にかけて、当時のCEOオレクシー・マツカが、望ましいスピーカーと取材禁止者のリスト（「テムニク」）を記者に配布し、透明性と公正性の基準を侵害したと報じられた。
2024年5月30日、チェルニヒウとチェルカーシの特派員ユーリー・ストリグンがテムニクの存在を公に認め、翌日、徴兵事務所（TCC）から召集令状を受け取った。

## 著名なジャーナリスト
- タラス・プロツューク：ロイターのウクライナ人ジャーナリスト。イラク戦争中に死亡。
- ロマン・スシチェンコ：2016年9月30日からロシアで不当に逮捕・拘束された[13]。

## 歴代CEO
1. ドミトロ・ドンツォフ（1918年）
2. ルドルフ・ハルペリン（1918年）
3. ヴォロディミル・リュクセンブルク（1919年）[14]
4. ダヴィド・エルデ（1920年-1921年）
5. ヴォロディミル・ナルブト（1921年-1922年）
6. ヤ.S.ツヴァンキン（1923年-1924年）
7. ボリス・イサエフ（1925年-1926年）
8. ポグレブニー（1926年）
9. レフ・ヴェリチコ（1926年-1929年）
10. ファビアン・ガリン（1929年）
11. イヴァン・ラキザ（1929年-1932年）
12. ミハイロ・タルドフ（1932年-193?年）
13. ジルベルグ（193?年-193?年）
14. ミハイロ・オノプリエンコ（193?年-1938年）
15. イヴァン・シロモロトニー（1938年-1941年）
16. ミハイロ・パウク（1942年-1943年）
17. プロキプ・ジンチェンコ（1943年-1945年）
18. L.M.テレシチェンコ（1945年-1948年）
19. レフ・トロスクノフ（1948年-1950年）
20. イヴァン・シロモロトニー（1950年-1960年）
21. ミコラ・フヴォロスチャニー（1960年-1963年）
22. ミコラ・アンドリュシチェンコ（1963年-1971年）
23. ヴィクトル・ゴルクン（1971年-1976年）
24. ヴォロディミル・ブルライ（1976年-1992年）
25. ヴィタリー・ヴォジアノフ（1992年-1996年）[15]
26. オレクサンドル・サヴェンコ（1996年-1999年）
27. ヴィクトル・チャマラ（1999年-2011年）
28. オレクサンドル・デツィク（2011年-2014年）[16]
29. オレクサンドル・ハルチェンコ（2014年-2023年）
30. オレクシー・マツカ（2023年-2024年）
31. セルヒー・チェレヴァティー（2024年5月24日-）[17]